# Děkanát Woźniki
Děkanát Woźniki je jedním z 18 katolických děkanátů diecéze gliwické v Polsku. Pod jeho administraci patří následující farnosti:
- Boronow: farnost Nejsvětější Panny Marie Královny svatého růžence
- Kalety (Drutarna): farnost Matky Boží Fatimské
- Kalety (Jędrysk): farnost sv. Jozefa
- Kalety (Miotek): farnost sv. Františka z Assisi
- Koszęcin: farnost Nejsvětějšího Srdce Ježíše
- Koszęcin: farnost Svaté Trojice
- Lubsza: farnost sv. Jakuba Staršího Apoštola
- Babienica: farnost sv. Stanislava biskupa a mučedníka
- Kamieńskie Młyny: farnost Nejsvětějšího těla a krve Kristova
- Strzebiń: farnost Śvatého Kříže
- Woźniki: farnost sv. Kateřiny